# Бошко Дробњак
Бошко Дробњак (Трнава, код Чачка, 1942 – Београд, 29. јануар, 2022) био је новинар, главни и одговорни уредник ТВ Приштине и покрајински секретар за информисање Косова и Метохије.

## Биографија
Основну школу завршио је у родном месту, средњу у Краљеву, а Филозофски факултет у Приштини. Радни век провео је на Косову и Метохији у информативним кућама и Покрајинском секретаријату за информисање Косова и Метохије. Најпре је почео у Косовској Митровици, потом у Приштини. Као новинар - уредник са још двојицом колега 1974. године основао је прву редакцију Информативног програма на српском језику у ТВ Приштина. Осмислио је емисије различитих профила, обликовао њихову жанровску структуру и садржаје. Тако профилисане постале су потом редован садржај Програма на српском језику ТВП и емитоване све до његовог гашења 1999. године.
Бошко Дробњак је учествовао и у оснивању прве Ромске ТВ редакције на свету, која је почела рад половином 1986. године оквиру Телевизије Приштина. Био је и њен први уредник. Више месеци је провео у Ромској редакцији, све док је није оспособио за самосталан рад. Бошко Дробњак је од оснивања прве редакције и Прогама на српском језику обављао дужности одговорног уредника програма, касније и помоћника главног и одговорног уредника ТВП, а потом и главног и одговорног уредника ТВ Приштина.
Након одласка са ТВП, с краја осамдесетих, радио је у покрајинским институцијама културе. Био је директор филмског предузећа "Косовофилм", а 1992. године је изабран за покрајинског секретара за информисање. Дужност је обављао у два мандата, све до гашења институција државе Србије на Косову и Метохији.Био је члан новинарских и филмских удружења.
Од 1999. године до пензионисања радио је у ЈП Поштa Србије у Београду. Преминуо је 29. јануара 2022. године, кремиран на Гробљу Орловача, у Београду, у најужем кругу породице.

## Спољашне везе
- Не верујем да ће нас Београд оставити на цедилу
- Две године од смрти Бошка Дробњака